# Pontryagin-Produkt
In der Mathematik ist das Pontryagin-Produkt, das von Lev Pontryagin (1939) definiert wurde, ein Produkt auf den Homologie-Gruppen eines topologischen Raumes.

## Vorbemerkungen
Um das Pontryagin-Produkt definieren zu können, benötigen wir eine Abbildung, die das direkte Produkt der i-ten und j-ten Homologie-Gruppe auf die (i+j)-te Homologie-Gruppe abbildet.
Diese erhält man für zwei topologische Räume {\displaystyle X} und {\displaystyle Y}, sowie {\displaystyle n\in \mathbb {N} } zum Beispiel aus dem Satz von Künneth. Dieser liefert einen Gruppenhomomorphismus {\textstyle \bigoplus _{i+j=n}H_{i}(X)\otimes H_{j}(Y)\to H_{n}(X\times Y)}, welchen wir auf eine Komponente einschränken können, um einen Homomorphismus {\textstyle H_{i}(X)\otimes H_{j}(Y)\to H_{i+j}(X\times Y)} zu erhalten.
Man kann die Abbildung auch explizit angeben. Dazu seinen {\displaystyle f:\Delta ^{i}\to X} und {\displaystyle g:\Delta ^{j}\to Y} stetige Abbildungen. Dann definieren wir die Produktabbildung {\displaystyle f\times g:\Delta ^{i}\times \Delta ^{j}\to X\times Y}. Indem man {\displaystyle \Delta ^{i}\times \Delta ^{j}} in (i+j)-Simplizes unterteilt sieht man, dass {\displaystyle f\times g}  eine singuläre (i+j)-Kette definiert. Dadurch erhält man eine Abbildung {\displaystyle C_{i}(X)\otimes C_{j}(Y)\to C_{i+j}(X\times Y)}, die die gewünschte Abbildung auf Homologie-Gruppen induziert, weil mit {\displaystyle \partial _{i}^{X}(f)=0} und {\displaystyle \partial _{j}^{Y}(g)=0} auch {\displaystyle \partial _{i+1}^{X\times Y}(f\times g)=0} gilt und {\displaystyle f\times g} im Bild der Randabbildung liegt, falls eine der beiden Abbildungen im Bild der Randabbildung auf dem jeweiligen Kettenkomplex liegt.
Eine bis auf Homotopie unitäre Multiplikation auf einem Raum {\displaystyle X} ist eine Abbildung {\displaystyle \mu :X\times X\to X}, sodass ein {\displaystyle e\in X} mit {\displaystyle \mu (e,e)=e} existiert und die Abbildungen {\displaystyle \mu (e,{\text{-}}),\mu ({\text{-}},e):X\to X} homotop relativ {\displaystyle e} zur Identität auf X sind.

## Definition
Sei {\displaystyle X} ein topologischer Raum zusammen mit einer assoziativen und bis auf Homotopie unitären Multiplikation {\displaystyle \mu :X\times X\to X}. Dann ist das Pontryagin-Produkt auf {\textstyle H_{*}(X)=\bigoplus _{n=0}^{\infty }H_{n}(X)} die Komposition
{\displaystyle H_{i}(X)\otimes H_{j}(X)\to H_{i+j}(X\times X)\xrightarrow {\mu _{*}} H_{i+j}(X)}.
Dieses Produkt definiert eine graduierte Ringstruktur auf {\displaystyle H_{*}(X)}.

## Beispiele
Für einen punktierten topologischen Raum {\displaystyle X} definiert die Verkettung von Schleifen eine assoziative und bis auf Homotopie unitäre Multiplikation auf dem Schleifenraum {\displaystyle \Omega X}. Damit ist das Pontryagin-Produkt auf {\displaystyle \Omega X} wohldefiniert und macht {\displaystyle H_{*}(\Omega X)} zu einem graduierten Ring.
Unter den Sphären kann man nur auf {\displaystyle S^{0},S^{1},S^{3}\;{\text{und}}\;S^{7}} eine assoziative und bis auf Homotopie unitäre Multiplikation definieren, die jeweils von der Multiplikation auf {\displaystyle \mathbb {R} }, {\displaystyle \mathbb {C} }, {\displaystyle \mathbb {H} } (Hamilton-Quaternionen), bzw. {\displaystyle \mathbb {O} } (Cayley-Oktonionen) induziert wird. Also definiert das Pontryagin-Produkt eine graduierte Ringstruktur auf {\displaystyle H_{*}(S^{0})\cong \mathbb {Z} }  und {\displaystyle H_{*}(S^{1})\cong H_{*}(S^{3})\cong H_{*}(S^{7})\cong \mathbb {Z} ^{2}}.
Für einen punktierten topologischen Raum {\displaystyle (X,e)} hat das James reduced product {\textstyle J(X)=(\coprod _{n\in \mathbb {N} }X^{n})/(\forall k,n\in \mathbb {N} :\;(x_{1},\dots ,x_{k-1},e,x_{k+1},\dots x_{n})\sim (x_{1},\dots ,x_{k-1},x_{k+1},\dots x_{n}))} eine Monoid-Struktur, da die zugrunde liegende Menge das frei von {\displaystyle X} erzeugte Monoid mit neutralem Element {\displaystyle e} ist. Dann existiert das Pontryagin-Produkt auf  {\displaystyle J(X)} und wenn {\displaystyle H_{*}(X)} ein {\displaystyle \mathbb {Z} }-Modul ist, ist {\displaystyle H_{*}(J(X))} isomorph zur Tensoralgebra {\displaystyle T({\tilde {H}}_{*}(X))=\bigoplus _{i\geq 0}{\tilde {H}}_{*}(X)^{\otimes n}}.